# Cồn Dã Viên

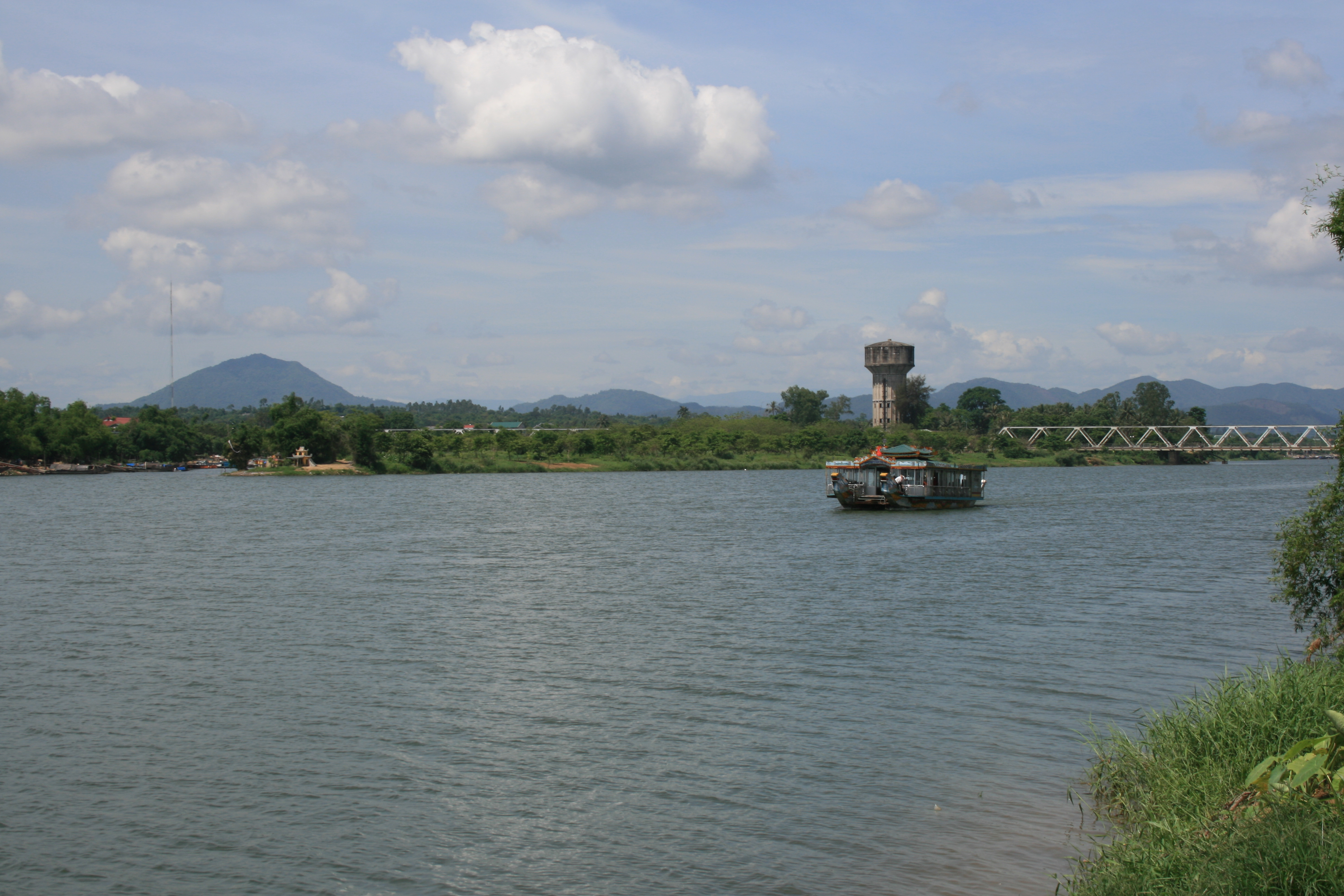
Cồn Dã Viên

Cồn Dã Viên là một cồn sông nhỏ sa bồi, có hình thoi dài, nằm ở đoạn trung lưu sông Hương, phía tây nam  Kinh thành Huế. Lúc bấy giờ, cồn này thuộc làng Dương Xuân; nay thuộc địa bàn phường Phường Đúc, quận Thuận Hóa, thành phố Huế, Việt Nam.
Khi xây dựng Kinh thành vào đầu thế kỷ 19, các nhà quy hoạch thời nhà Nguyễn đã chọn cồn Dã Viên là "hữu bạch hổ" và cồn Hến (cách Dã Viên 3,5 km về phía đông bắc tòa thành ấy) là "tả thanh long" theo thuật địa lý phong thủy, cốt để bảo vệ cho vương quyền.

## Giới thiệu
Cũng như cồn Hến, cồn Dã Viên được hình thành từ sự bồi lắng phù sa của sông Hương. Hiện nay, cồn có chiều dài 890 m, rộng 185 m, với diện tích khoảng 107.970 m².
Không rõ cồn Dã Viên xuất hiện trên sông từ bao giờ, song theo sử sách, thì nó đã có từ thời các chúa Nguyễn. Vào ngày 5 tháng 1 năm 1750, chúa Nguyễn Phúc Khoát (ở ngôi chúa: 1738 - 1765) đã từng tổ chức một trận đấu giữa voi và cọp (hổ) ở đây. Hôm đó 40 con voi đã quật chết hết 18 con cọp.
Và theo nhà nghiên cứu Phan Thuận An, thì cái tên Dã Viên mãi đến thời Tự Đức mới có, tức sau khi nhà vua sai lập khu vườn ngự tại đây vào năm 1868. Trước đó, dân địa phương chỉ gọi chung chung là "cồn", còn người Pháp thì gọi là "đảo"
Căn cứ tấm bia (hiện nằm trong khuôn viên khu nhà tập thể cán bộ nhân viên Nhà máy nước Dã Viên) khắc năm Tự Đức thứ 21 (1868) và bài "Dữ Dã Viên ký" do vua Tự Đức viết, thì chính nhà vua đã đặt tên cho khu vườn ấy là "Dữ Dã Viên" (vườn Dữ Dã) sau khi nó được xây dựng xong . Tên vua đặt là thế, nhưng người dân thường gọi tắt là "Dã Viên". Kể từ đó, nơi mà nó tọa lạc cũng được gọi là cồn Dã Viên. Ý nghĩa của cái tên Dữ Dã (rút gọn từ 4 chữ "Ngô dữ Điểm dã") đã được gợi hứng từ một câu chuyện ghi chép trong sách Luận ngữ. Câu chuyện là một cuộc đàm thoại giữa Khổng Tử và bốn môn đệ của ông.
Sau cái chết của vua Tự Đức (chủ nhân Dữ Dã Viên) vào năm 1883, khu vườn dần hoang phế, và bị phá hủy nặng trong trận bão năm Thìn (1904).
Năm 1908, một chiếc cầu bằng sắt bắc qua sông Hương được xây dựng xong và bắt đầu hoạt động để nối tuyến tàu hỏa Bắc – Nam. Cũng theo Phan Thuận An, thì nó được đặt tên là cầu Dã Viên, vì phần giữa của đoạn đường sắt này đã được xây dựng ngay trên mặt đất của cồn Dã Viên . Nhưng có lẽ do quan niệm cồn Dã Viên là "bạch hổ" của Kinh thành, nên người dân Huế vẫn gọi tuyến giao thông ấy là cầu Bạch Hổ.
Trong hai năm 1955 và 1956, chính quyền tỉnh Thừa Thiên đã cho thi công xây dựng trên cồn một nhà máy nước để cung ứng đủ nước sạch cho thành phố Huế, và đặt tên là Nhà máy nước Dã Viên.
Tháng 3 năm 2006, đã có một dự án mang tên "Khu du lịch Dã Viên" được đưa ra, song đến giờ vẫn còn nằm trên giấy, bởi nhiều lý do, trong đó có sự phản đối của những người làm công tác bảo tồn di sản.
Tháng 12 năm 2009, một cây cầu đường bộ song song với tuyến đường sắt vừa kể trên được xây dựng. Đây là cây cầu hiện đại nối trục Quốc lộ 1 với bờ nam sông Hương. Cầu được khởi công xây dựng với tên gọi là cầu đường bộ Bạch Hổ và khánh thành ngày 31 tháng 8 năm 2012. Tháng 12 năm ấy, sau khi lấy ý kiến của nhân dân trên địa bàn và những người yêu Huế ở trong và ngoài nước, Hội đồng Nhân dân tỉnh Thừa Thiên Huế đã biểu quyết thông qua với hơn 77% số phiếu tán thành, và chính thức đặt tên là cầu Dã Viên .
Như vậy, trong quá khứ, đã có một truyền thống đặt tên nhất quán cho những công trình được xây dựng tại khu vực này: Vườn ngự Dã Viên, cồn Dã Viên, Nhà máy nước Dã Viên và cầu Dã Viên....